# Джон Ленгдон
Джон Ленгдон (англ. John Langdon; 26 червня 1741 — 18 вересня 1819) — американський військовий і політик, сенатор США.

## Біографія
Народився у Нью-Гемпширі. Навчання не закінчив, працював учнем крамаря. Збагатів через інвестиції у торгівлю. Ревно підтримав війну за незалежність, очолив наліт колоністів на британські порохові склади. Обіймав державні посади, поручався за фінансування численних військових кампаній. Оплатив подорожні до Філадельфійського конвенту собі та іншому делегатові від Нью-Гемпширу. На конвенті відіграв важливу роль, попри запізнення. Обстоював ширші повноваження федерального уряду і сприяв ратифікації Конституції у Нью-Гемпширі. Пізніше, зокрема, був губернатором свого рідного штату і сенатором США.